# Дешут
Дешу́т (англ. Deschutes) — річка у штаті Орегон (США), ліва притока річки Колумбія.
Довжина річки становить 406 км, площа водозбору — 27 200 км², середні витрати води в гирлі — 200 м³/с.
Французькою мовою «Riviere des Chutes» значить «річка водоспаду». Річка названа від водоспаду Сесіло, що існував недалеко від гирла — він був затоплений греблею Те-Далес.
Над річкою лежать міста Бенд і Редмонд.

## Каскад ГЕС
На річці розташовано  ГЕС Раунд-Б'ют, ГЕС Пелтон.